# Clori mia, Clori bella

Clori mia, Clori bella (H.129), est une cantate de chambre du compositeur italien Alessandro Scarlatti, composée pour voix de soprano, flûte à bec et basse continue. La partition, sans doute composée pour Naples, est datée du 18 juin 1699. L'auteur du texte est inconnu.

## Présentation
Clori mia, Clori bella, d'ambiance pastorale, fait partie des 72 cantates de chambre nécessitant un instrument en plus de la voix et de la basse continue. Le thème de la cantate est l'amour perdu de la belle Clori qui n'aime plus son amant et le tourment de ce dernier se morfondant sur les berges du Tibre.
L'œuvre, datée du 18 juin 1699 sur un des manuscrits, est sans doute composée pour Naples, contrairement à ce que suggère le texte qui cite le Tibre.

## Structure

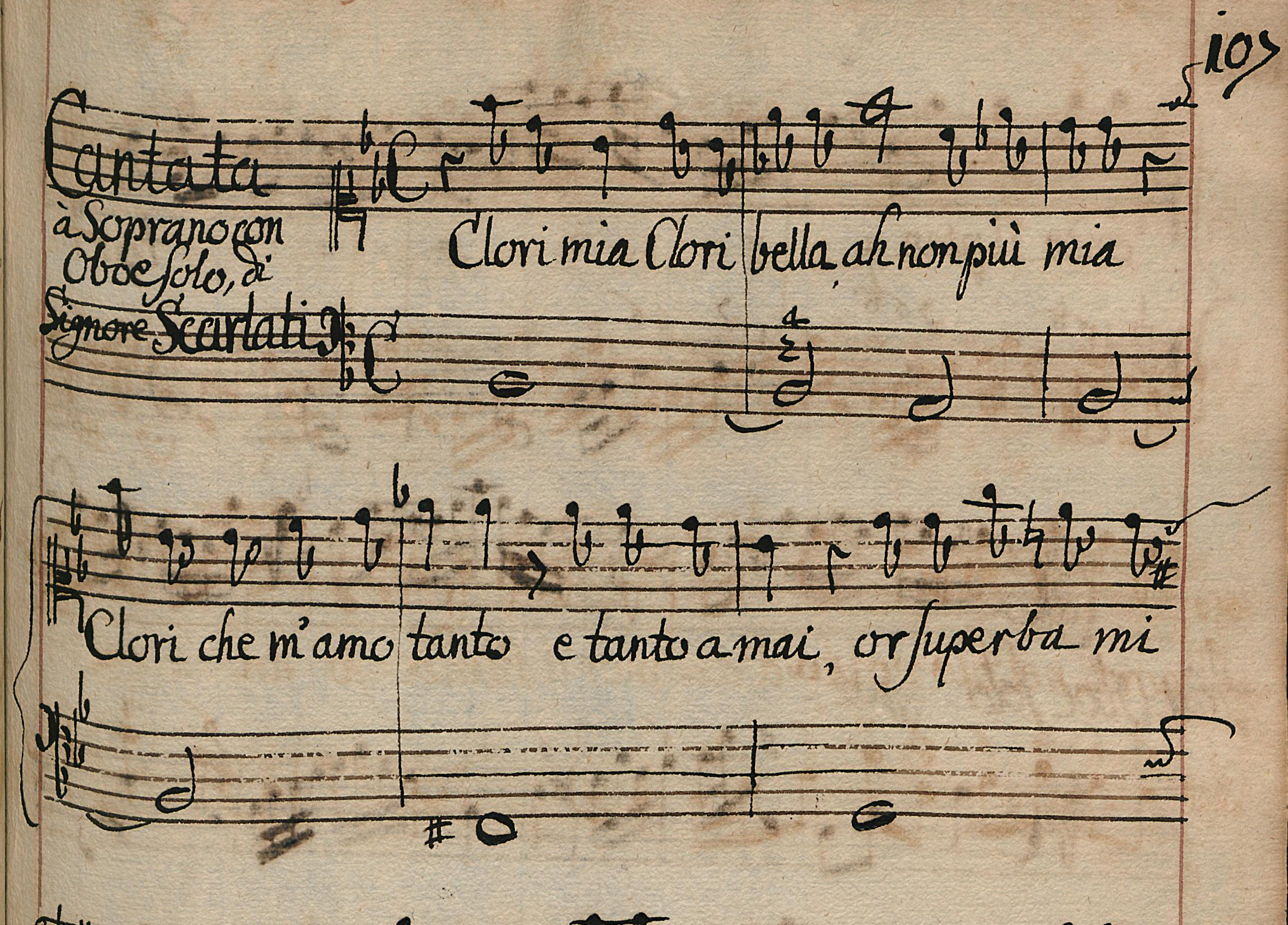
Incipit (premier récitatif) de la cantate « Clori mia, Clori bella » (Berlin, Staatsbibliothek, Mus.ms. 30188).

Cantata dell signor Alessandro Scarlatti con flauto
- Clori mia, Clori bella, ah, non più mia (recitativo),
- Onde chiare che spargete (aria) Adagio,  en sol mineur
- Si, si narrate gli pur bell'onde (revitativo)
- Parla, parla il cor (aria) Andante 
 en ré mineur

La forme est classiquement une alternance de récitatifs et d'arias ici, limité à « RARA ». Après le premier récitatif, voix et flûte dialoguent dans un duo d'égal importance.
Durée : environ 10/11 minutes.

## Texte
Premier récitatif et aria.
| « [Recitativo] Clori mia, Clori bella, Ah, non più mia. Clori, che m'amò tanto E tanto amai Hor superba mi fugge E ognor mi dice: « Tanto t'abborrirò Quanto t’amai ». Acque amiche del Tebro, Deh, narrate a colei Ch'io tanto adoro col vostro mormorio Ch'accrese le vostr'onde Il pianto mio. [Aria] Onde chiare che spargete Mormorando tra le sponde Belle lagrime d'argento: Deh, vi prego non tacere Che se pianger voi bramate Accogliete Le mie lagrime fra l'onde A far moto il mio tormento. » |  |  | « Ma Chlori, belle Chlori, Ah, non plus mienne, Chlori qui m'aima tant Et que j'aimais tant, maintenant me fuit Et me dit chaque fois : « Je te haïrai autant Que je t'aimai ». Ô ondes amies du Tibre, Ô raconte l'histoire Que j'adore autant, Avec votre murmure Qui accroît vos eaux, Mes pleurs. Ô claires ondes, vous qui étalez En murmurant entre les berges De belles larmes d'argent : Je vous prie, ne cachez point Que si vous brûlez d'envie de pleurer Accueillez Mes larmes parmi les ondes Pour que puisse y nager mon tourment. » |

## Manuscrits
- Berlin, Deutsche Staatsbibliothek, D-Bds (Mus.ms. 30188/18) (RISM 455031419)
- Münster, Santini-Bibliothek, D-MÜs (Hs 3903/18 et Hs 3975/4) (RISM 451023288, 451023627)

## Partitions modernes
- Clori mia, Clori bella : Kantate für Sopran, Altblockflöte und Basso continuo, éd. Franz Muller-Busch. Moeck 1990 (ISMN 200625547), (OCLC 66511218)
- Cantata, Clori mia, Clori bella : for soprano, recorder and continuo, éd. Rosalind Halton. Saraband Music 1998 (OCLC 44846496) — d'après les manuscrits de Münster.

## Discographie
- Cantate e duetti : Clori mia, Clori bella (H.129) - Cristina Miatello, soprano ; Lodovica Scoppola, flûte à bec ; Concerto Italiano, dir. Rinaldo Alessandrini (8-10 décembre 1990, Tactus 661901) (OCLC 822852214) — avec Ammore, brutto figlio de pottana (H.40) ; Sovente Amor mi chiama ; Son pur care le catene ; Dimmi crudele, e quando.
- Clori mia, Clori bella (H.129) - Silvia Piccollo, soprano ; Stefano Bagliano, flûte à bec ; Collegium pro musica, dir. Alan Curtis (23-25 mai 1992, Nuova Era 7162) (OCLC 609985622) — avec Ardo, è ver, per te d'amore (H.62) ; Filli che esprime la sua fede a Fileno (H.263) ; Tu sei quella che al nome (H.743).
- Con voce festiva : Cantate e concerti. Clori mia, Clori bella (H.129) - Isabelle Poulenard, soprano ; Serge Tizac, trompette ; Les Passions, dir. Jean-Marc Andrieu (28 novembre/1er décembre 2005, Ligia Digital Lidi 202167-06) (OCLC 163386561) — avec ; La fenice (H.696) ; Su le sponde del Tebro (H.705).
- Ardo è ver : Clori mia, Clori bella (H.129) - Valentina Varriale, soprano ; Tommaso Rossi, flûte à bec ; Ensemble Barocco di Napoli : Patrizia Varone, clavecin ; Ugo di Giovanni, archiluth ; Marco Vitali, violoncelle (29 avril-2 mai 2011, Stradivarius STR33922) (OCLC 1023592428) — avec Augellin, vago e canoro (H.68) ; Filli, tu sai ch'io t'amo (H.285) ; Mentre Clori la bella (H.413).